# Fred Karno
Frederick John Westcott (26 de março de 1866, Exeter, Devon - 18 de setembro de 1941) mais conhecido pelo seu nome artístico, Fred Karno foi um empresário teatral britânico.

## Biografia
Fred Karno nasceu em Exeter , Reino Unido em 1866. Foi um pioneiro no mundo Cômico , destacando-se, entre outras coisas, por ser considerado o inventor da mordaça do soco no rosto . Entre os muitos jovens comediantes que trabalharam com ele, exemplo e o Famoso Ator Charles Chaplin . Com o advento do cinema , a popularidade do Music Hall diminuiu. E como resultado, Karno faliu em 1926, e sua esposa Edith, de quem ele se separou em 1904, morreu de diabetes. Três semanas depois, Karno se casou com Marie Moore . Ele morreu de diabetes aos 75 anos.